# Горбань, Александр Васильевич
Александр Васильевич Горбань (30 марта 1954, Полярный, Мурманская область, РСФСР, СССР — 6 октября 2017, Рим, Италия) — советский и российский дипломат, чрезвычайный и полномочный посол Российской Федерации (2015).

## Биография
Александр Васильевич Горбань родился 30 марта 1954 года в городе Полярный Мурманской области.
Окончил Московский государственный институт международных отношений (1977). Владел английским и сингальским языками.
На дипломатической службе в МИД СССР с 1988 года.
- В 1990—1993 годах — работал в посольстве СССР, затем России в Шри-Ланке.
- В 1993—1998 годах — советник, начальник отдела Департамента экономического сотрудничества (ДЭС) МИД России.
- В 1998—2003 годах — старший советник постоянного представительства Российской Федерации при Европейских сообществах в Брюсселе, Бельгия.
- В 2003—2007 годах — заместитель директора Департамента экономического сотрудническтва МИД России.
- В 2007—2014 годах — директор Департамента экономического сотрудничества МИД России, директор Черноморского банка торговли и развития от Российской Федерации[3].
- В 2014 году — посол по особым поручениям МИД России.
- С 7 апреля 2014 года — постоянный представитель Российской Федерации при Продовольственной и сельскохозяйственной организации Объединенных Наций (ФАО) и Всемирной продовольственной программе ООН (ВПП) в Риме, Итальянская Республика[4].

Скончался 6 октября 2017 года после тяжёлой болезни.

## Семья
Был женат, имел двоих детей.

## Награды
- Орден Дружбы (2 сентября 2013) — за большой вклад в реализацию внешнеполитического курса Российской Федерации и многолетнюю добросовестную работу[6].

## Дипломатический ранг
- Чрезвычайный и полномочный посланник 2 класса (5 марта 2005)[7]
- Чрезвычайный и полномочный посланник 1 класса (18 сентября 2009 года)[8]
- Чрезвычайный и полномочный посол (18 февраля 2015)[9]